# Fabàcies

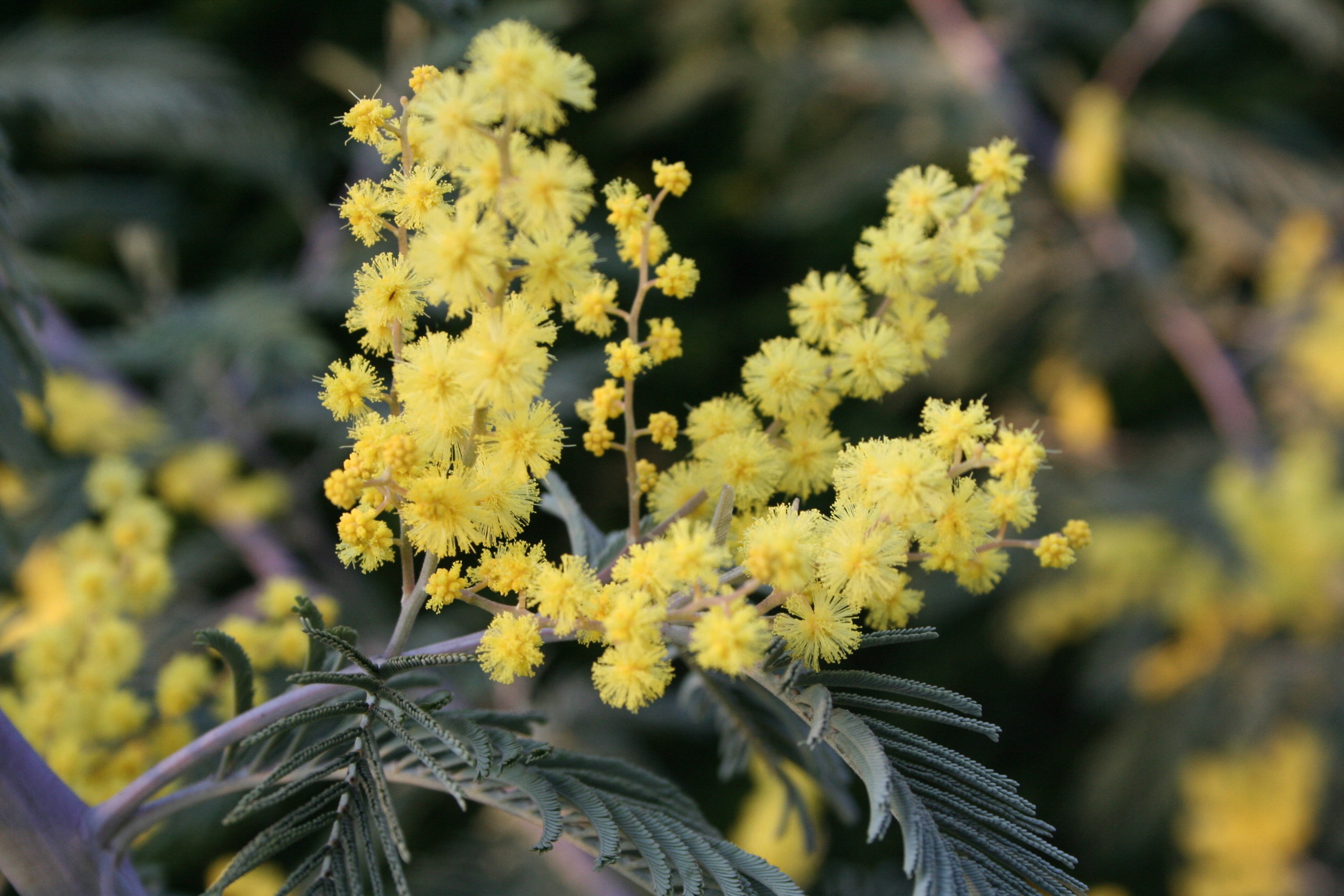
Flors d’Acacia dealbata

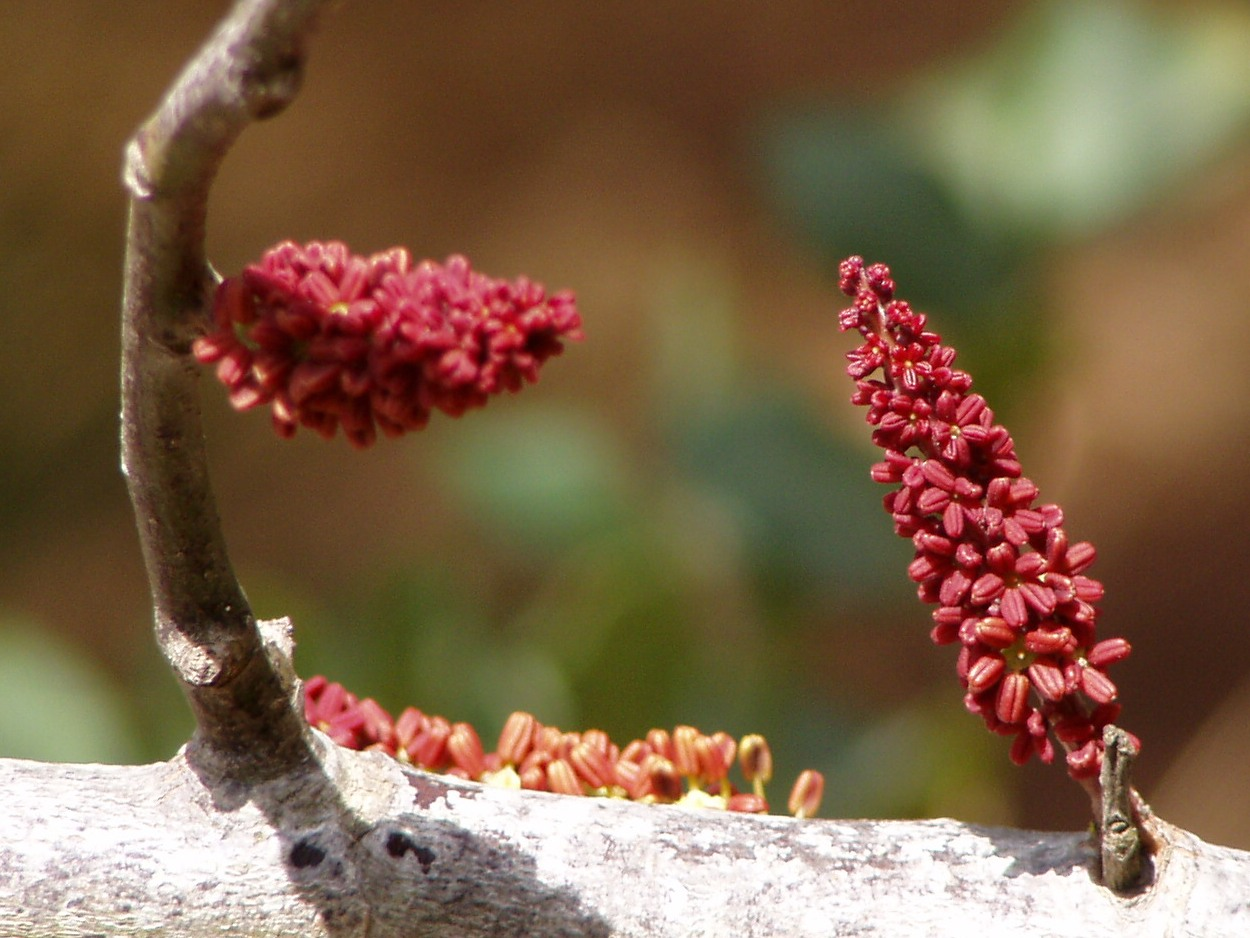
Flor del garrofer (Ceratonia siliqua)

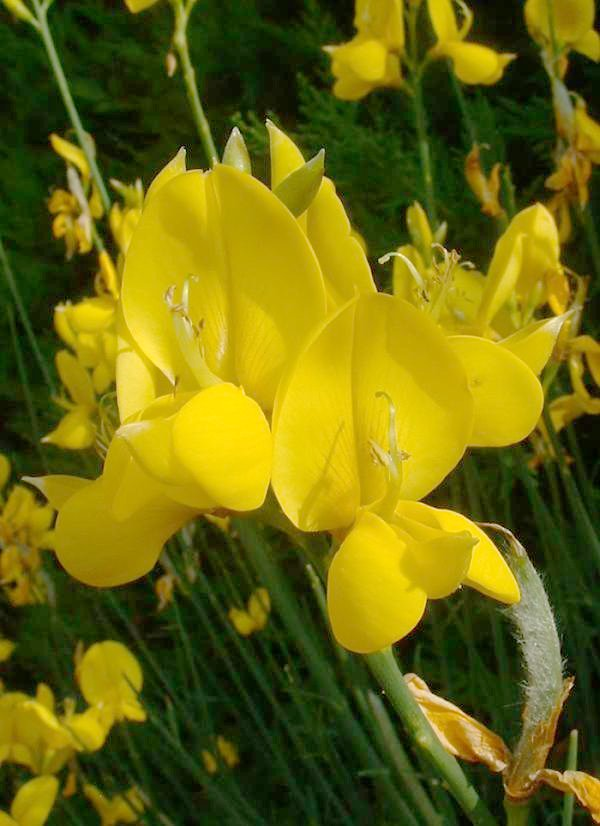
Flor de la ginesta (Spartium junceum)

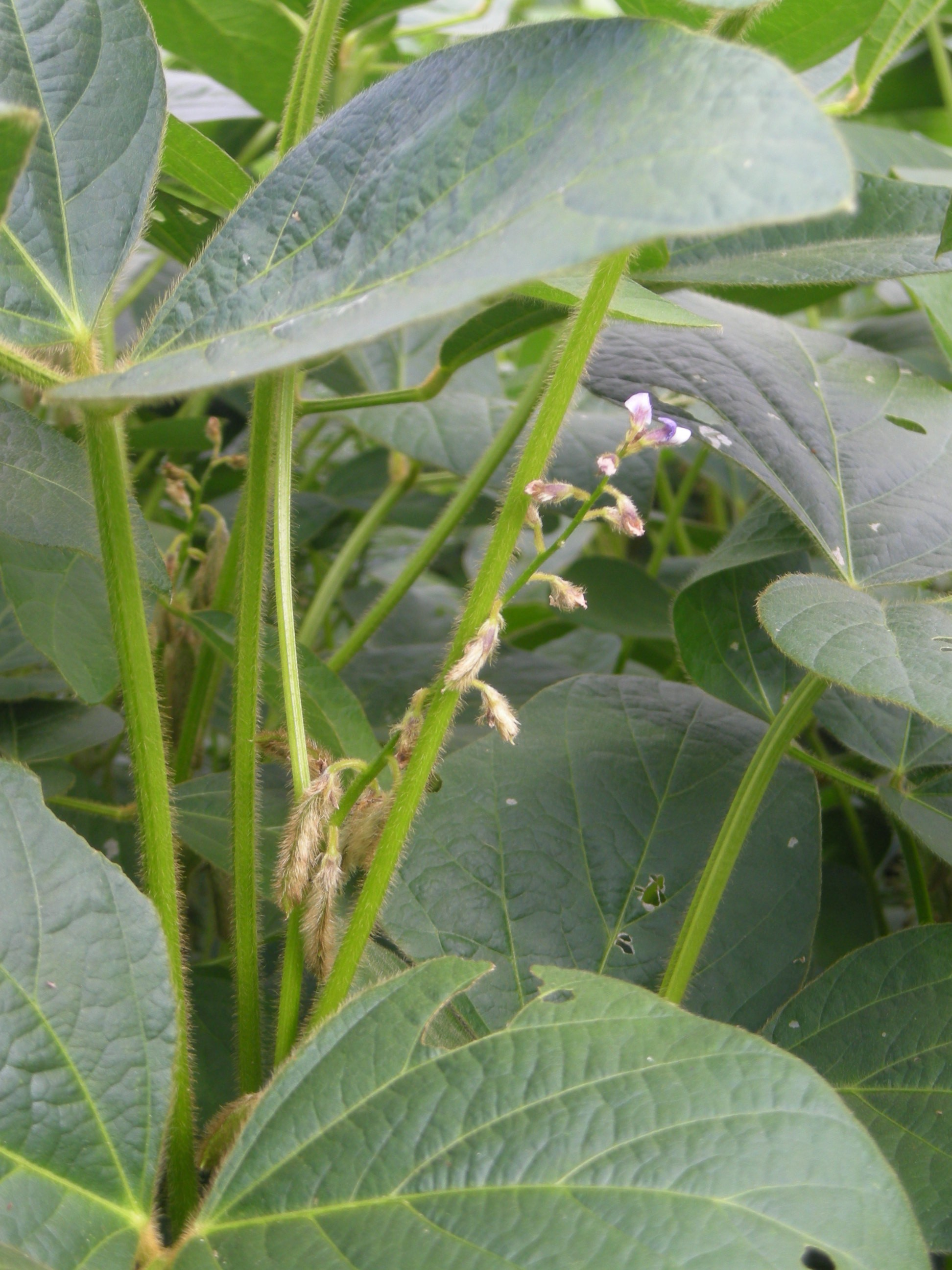
Inflorescència racemosa de soia (Glycine max)

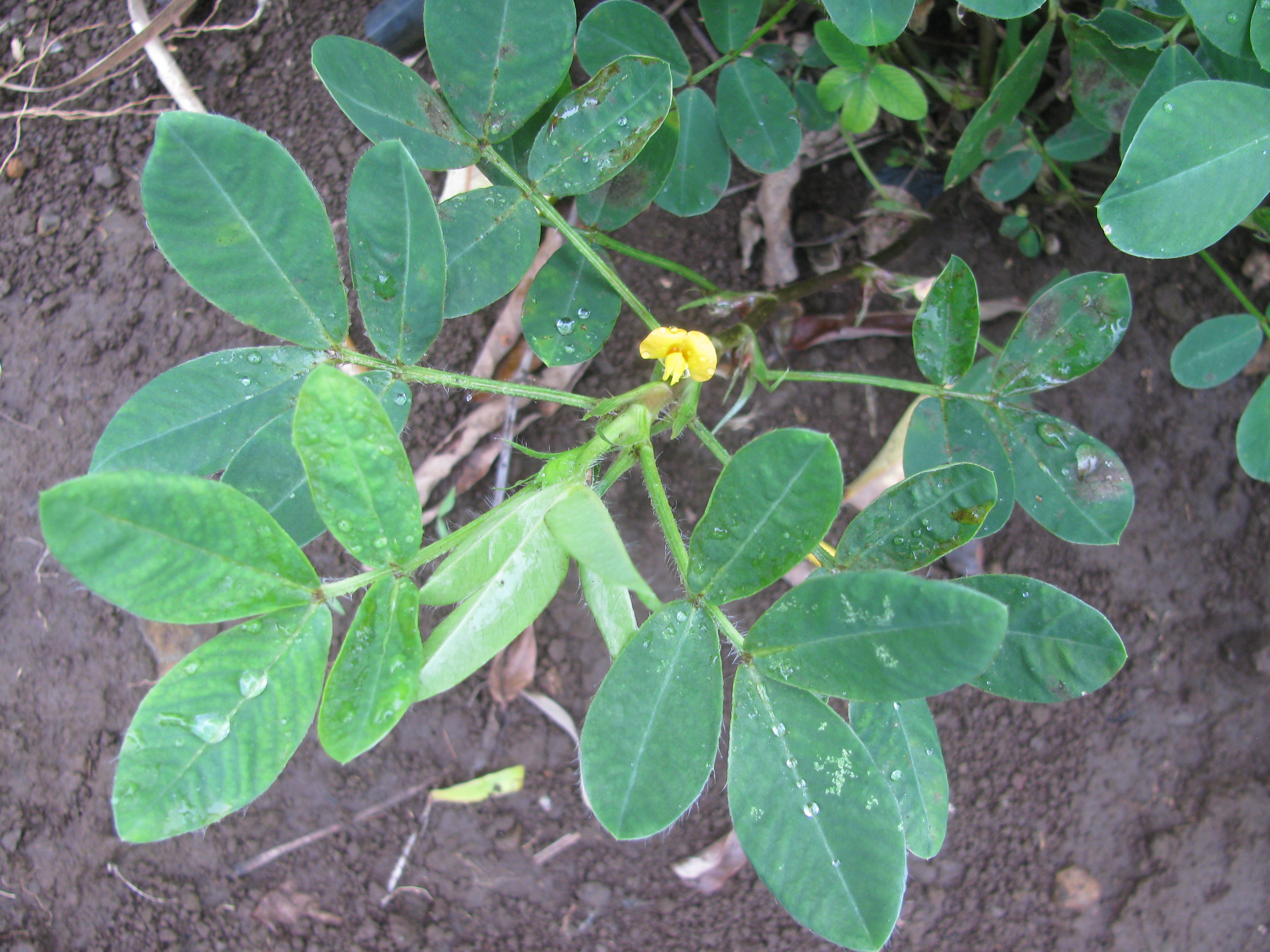
Planta de cacauet (Arachis hypogaea)

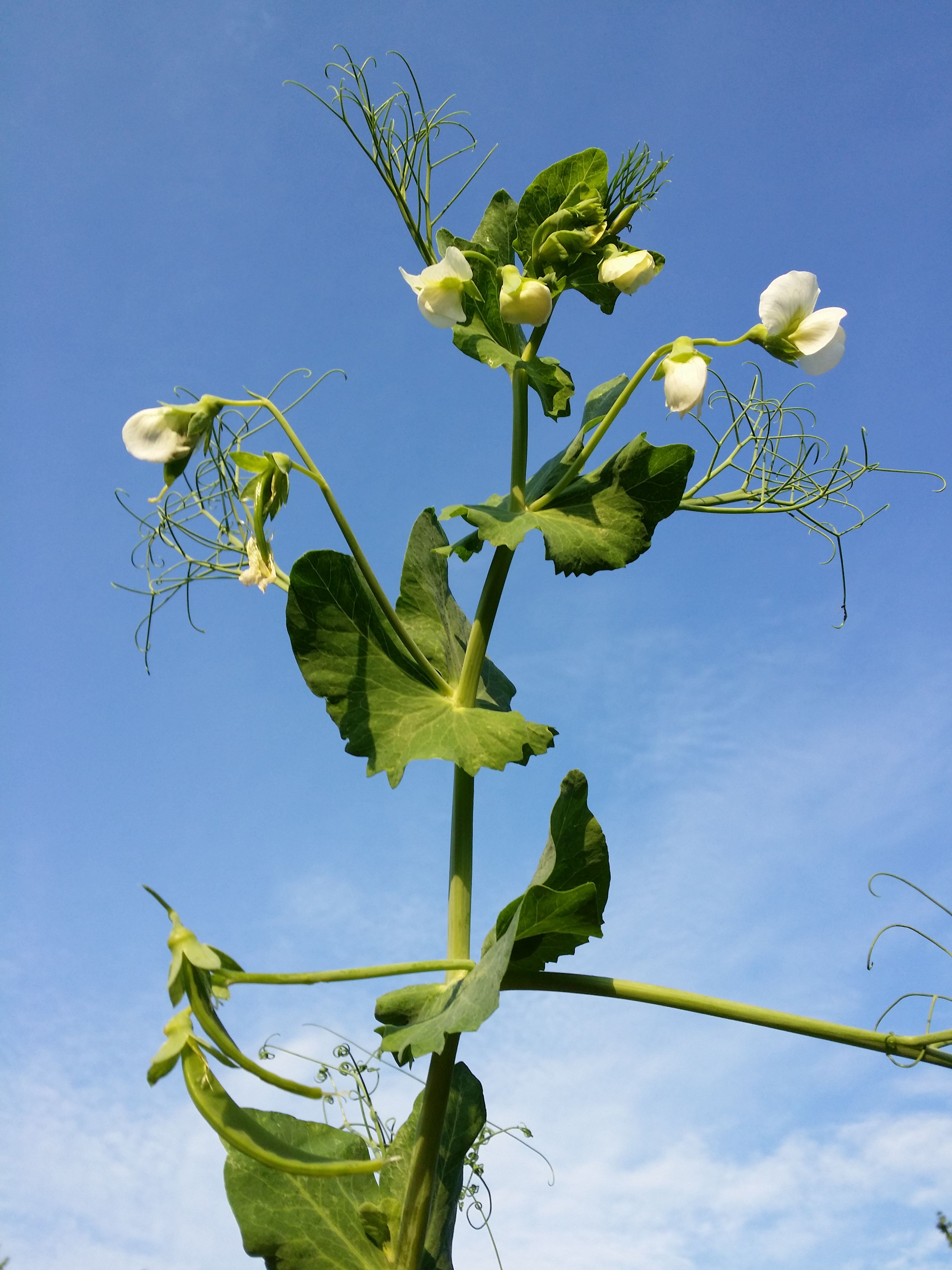
Pesolera (Lathyrus oleraceus)

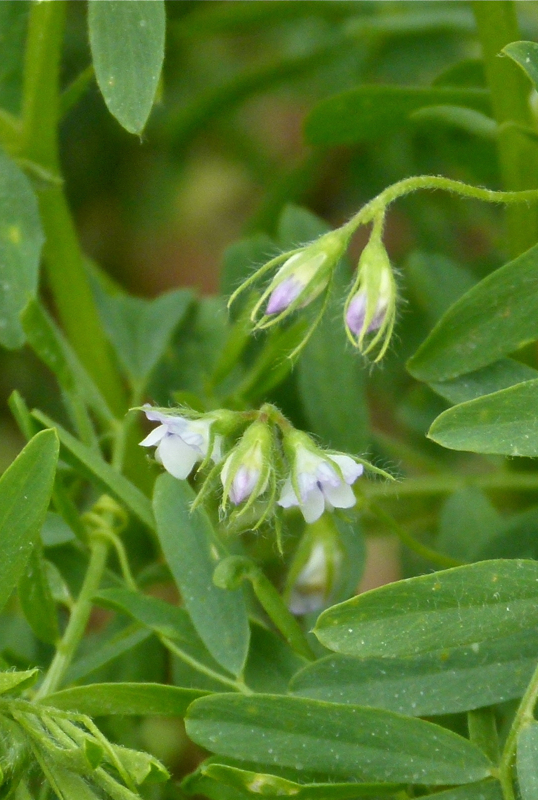
Planta de llentia (Vicia lens)

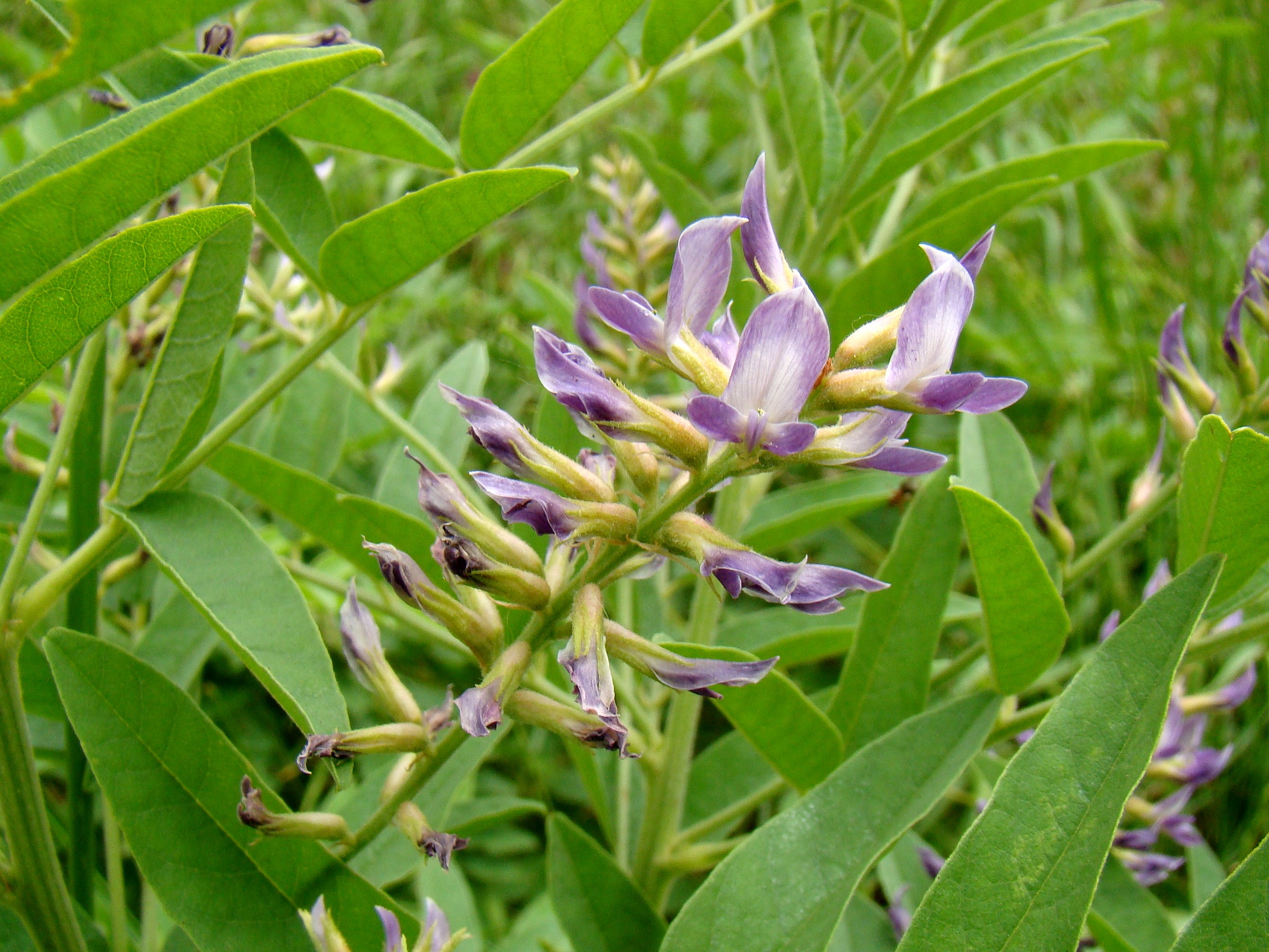
Inflorescència de regalèssia (Glycyrrhiza glabra)

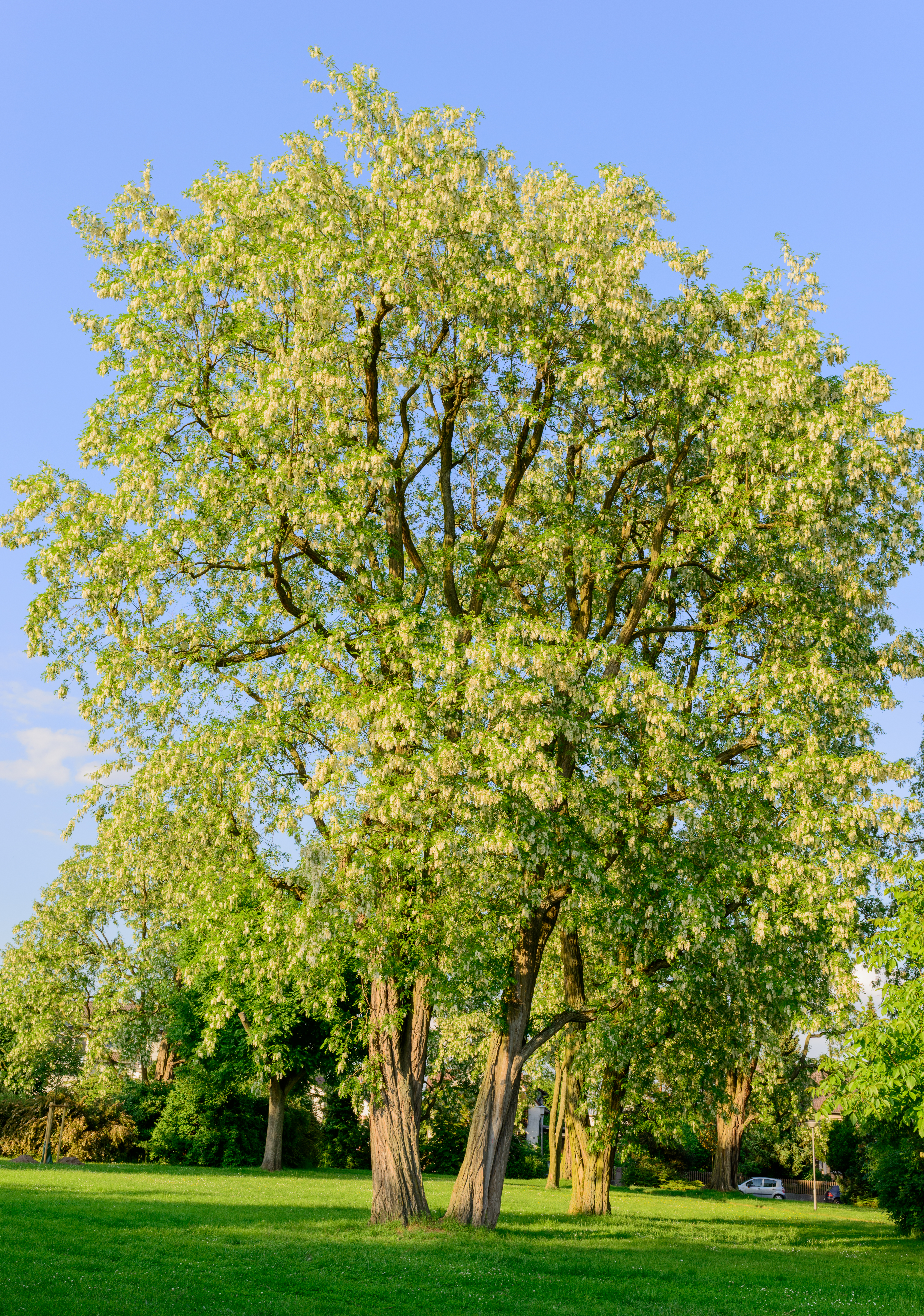
Falsa acàcia en flor (Robinia pseudoacacia)

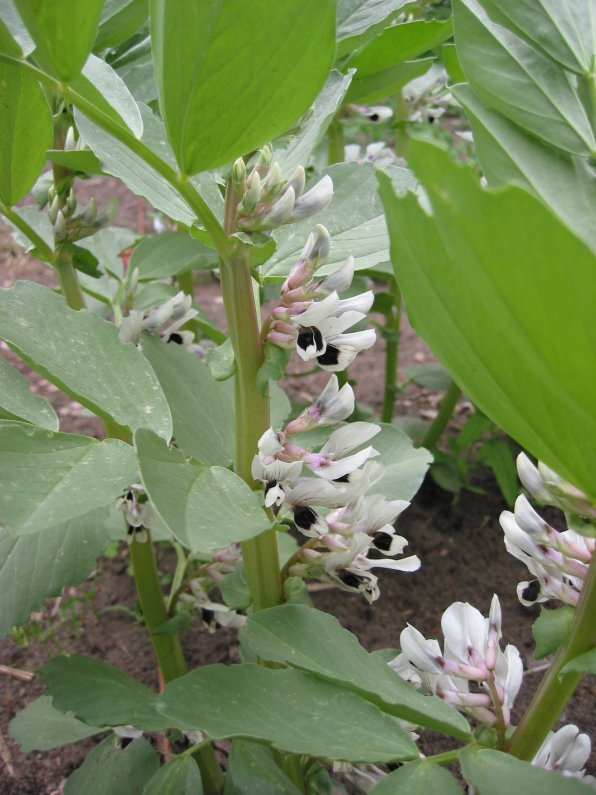
Favera mab inflorescències (Vicia faba)

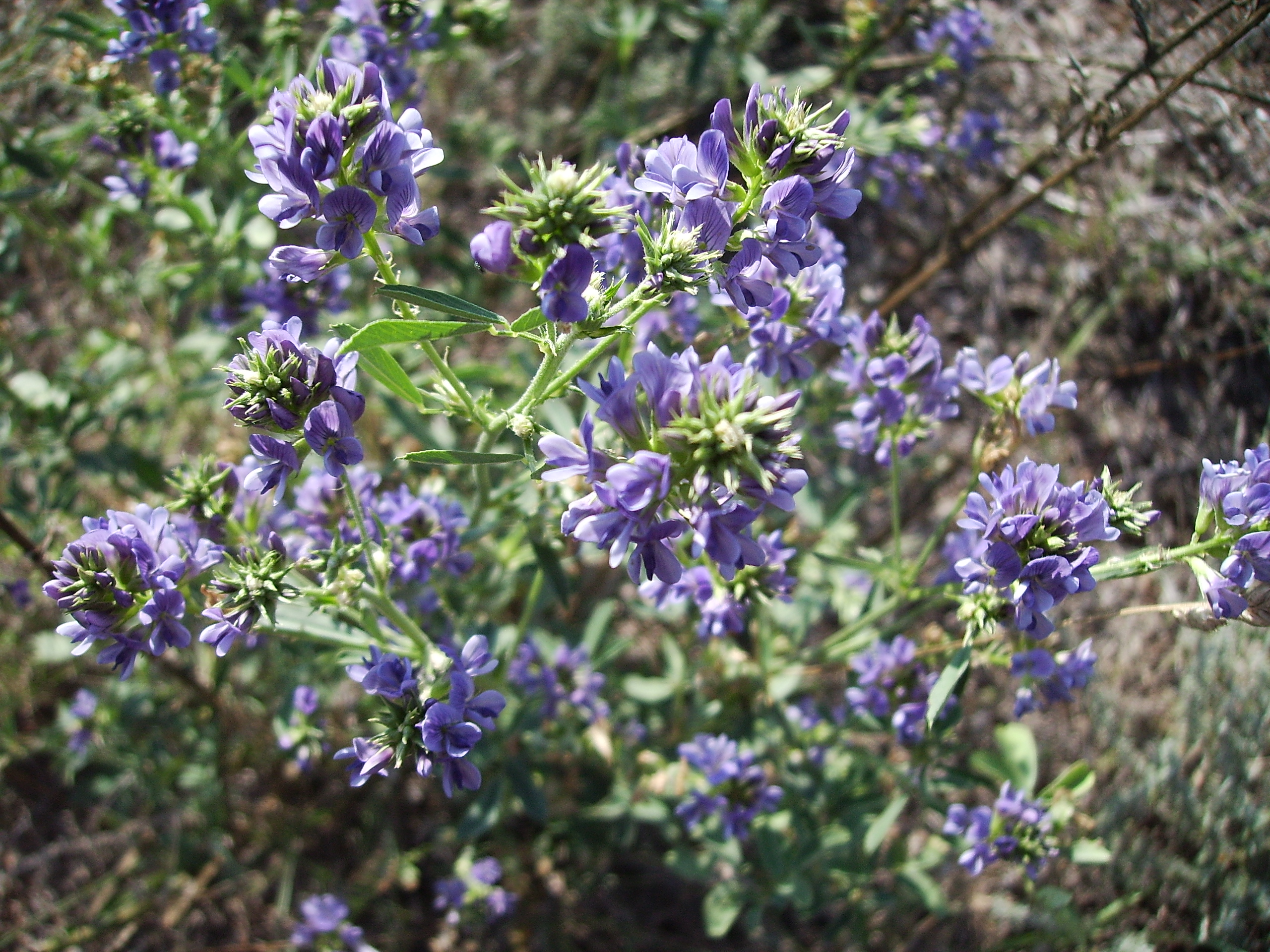
Alfals (Medicago sativa)

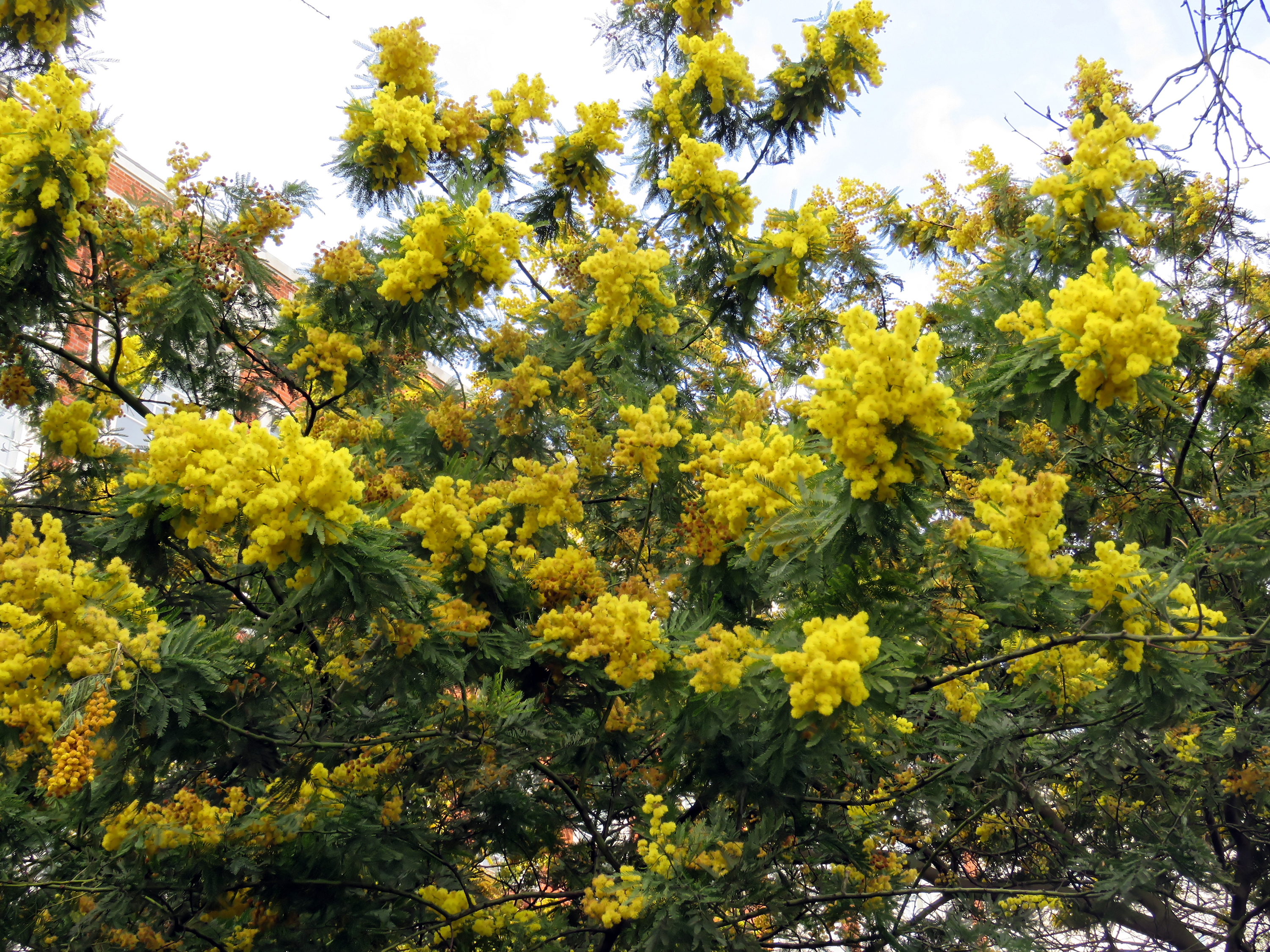
Mimosa scabrella florida

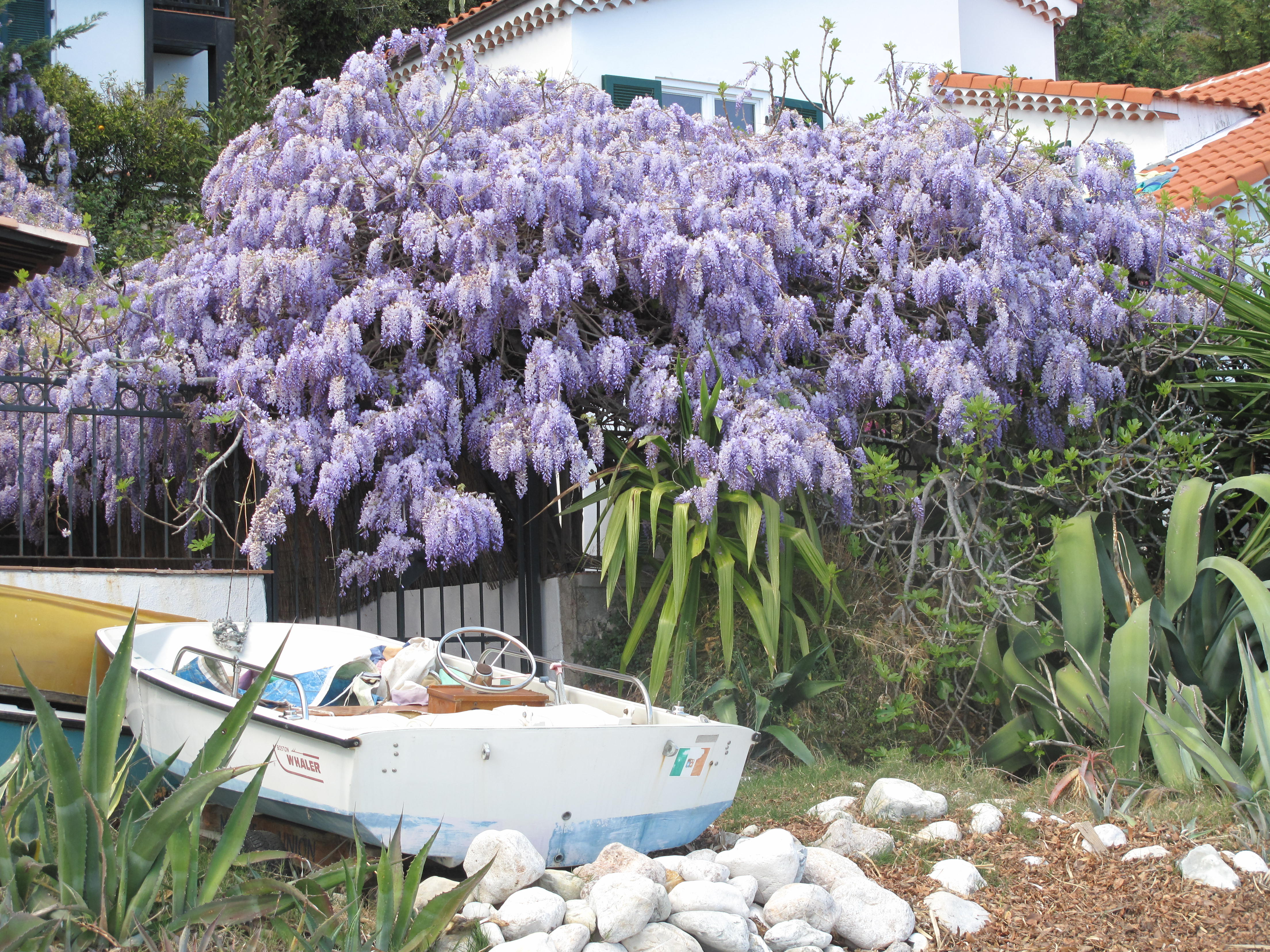
Glicina florida (Wisteria sinensis)

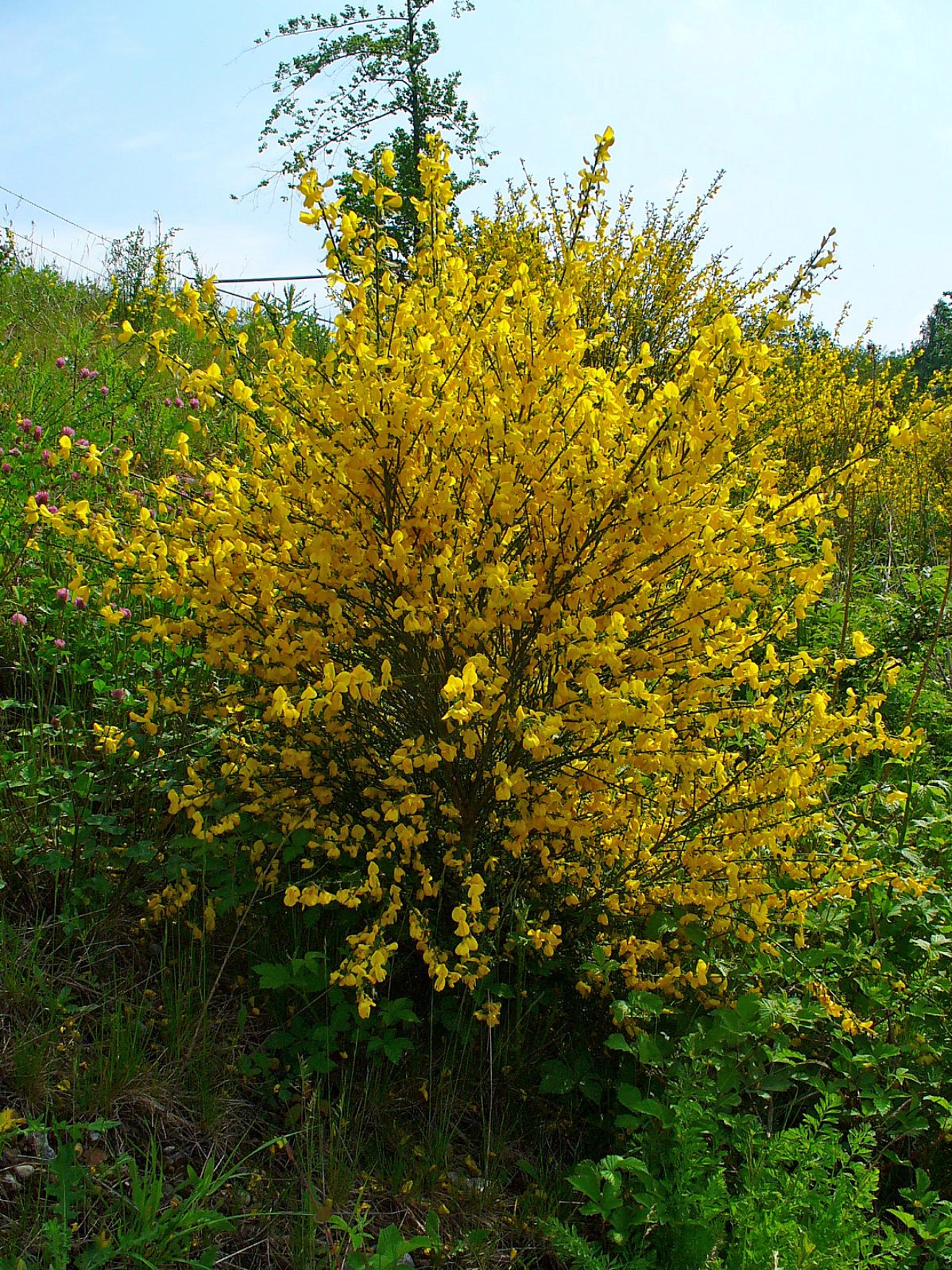
Ginesta d'escombres (Cytisus scoparius)

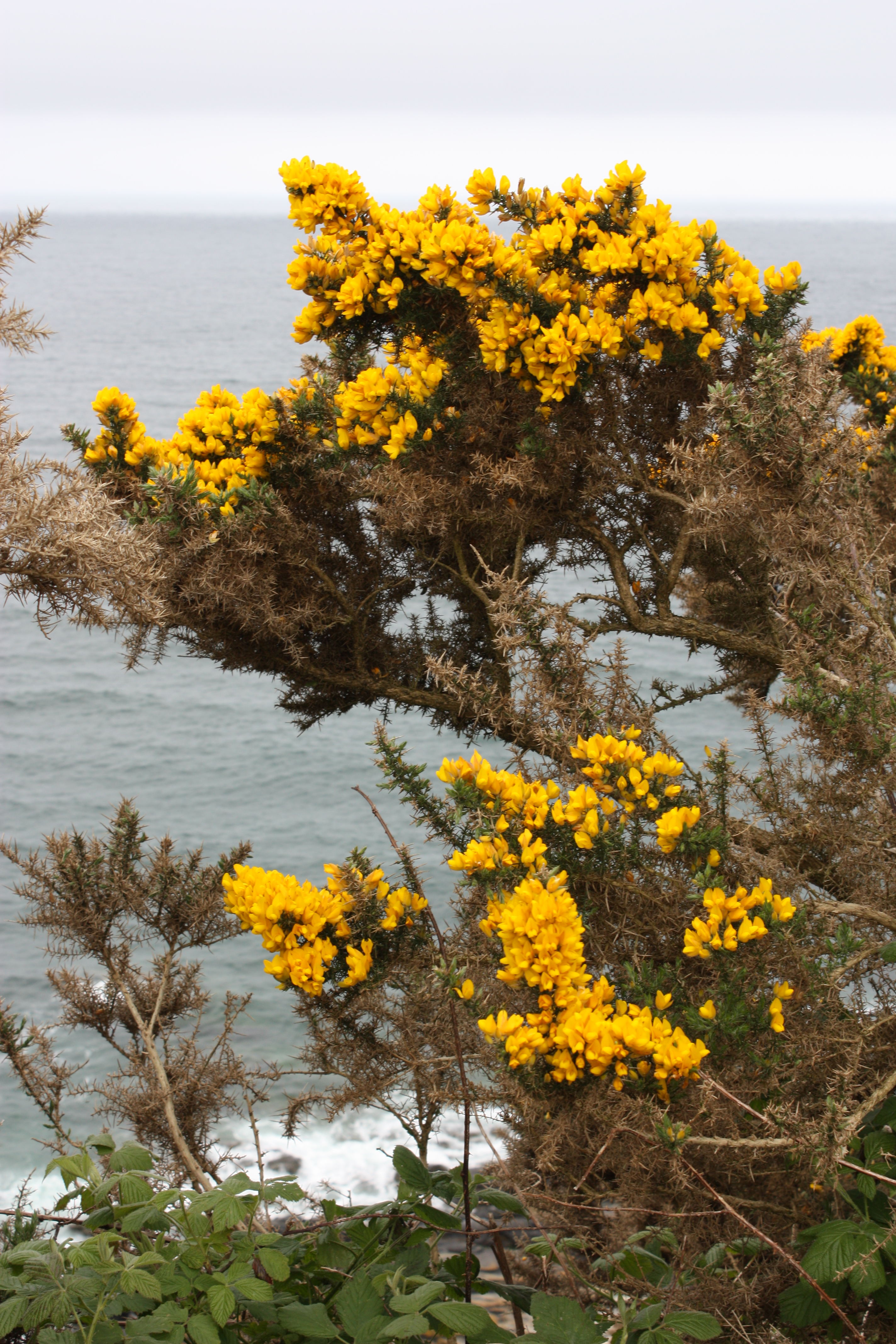
Gatosa europea (Ulex europaeus)

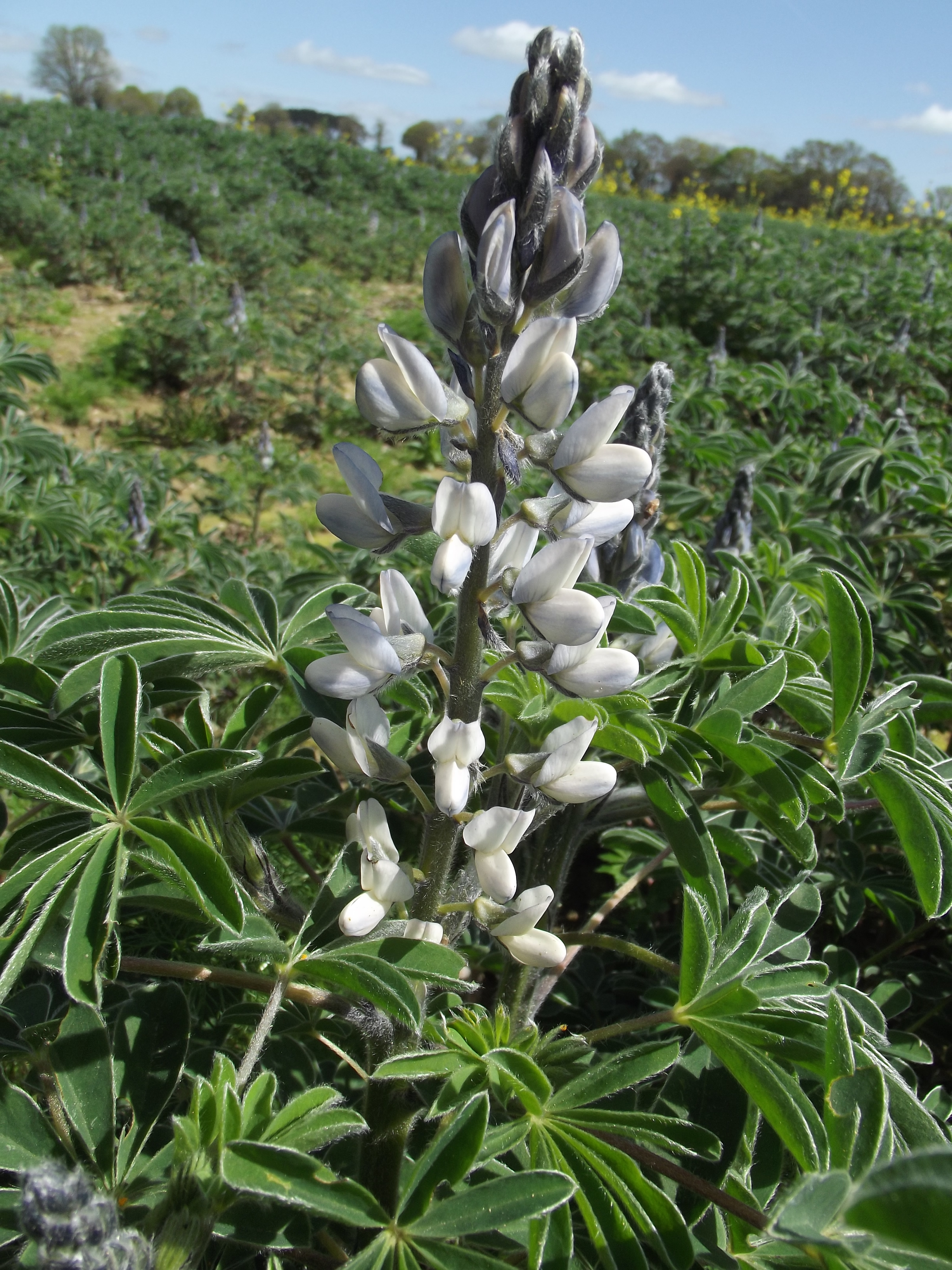
Llobí (Lupinus albus)

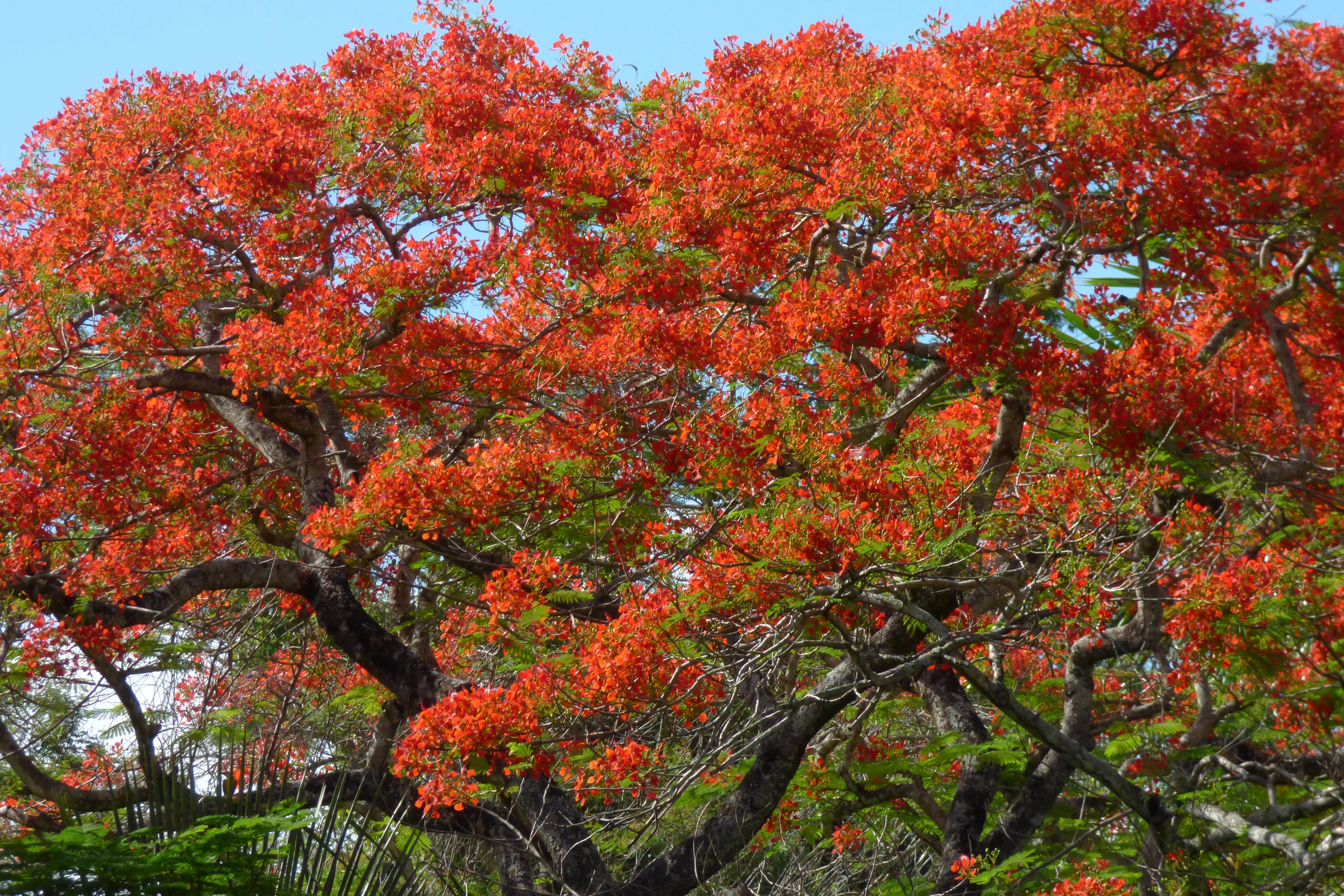
Delonix (Delonix regia)

Les fabàcies (Fabaceae), que també es poden anomenar de manera alternativa com a lleguminoses (Leguminosae), gràcies a una dispensa especial de l'Associació Internacional de la Taxonomia Vegetal, són una família de plantes angiospermes de l'ordre de les fabals. Aquesta família botànica és la tercera més nombrosa després de les orquídies i les asteràcies, compta amb uns 700 gèneres i unes 20.000 espècies.
Moltes espècies d'aquesta família tenen gran importància econòmica com a aliment humà (pèsol, llentia, regalèssia, fava, cigró, mongeta, garrofer), farratge animal (alfals, trèvol, garrofer) o com a planta ornamental (mimosa, robínia). Acostumen a tenir bacteris simbiòtics que faciliten la fixació del nitrogen al sòl.

## Descripció
Entre les fabàcies trobem des d'arbres fins a herbes, fulles pinnades, peciolades i sovint compostes, les flors s'agrupen en inflorescències racemoses, presenten bractèoles, fruit dehiscent en forma de llegum.

## Taxonomia
Aquesta família va ser descrita per primer cop l'any 1836 a l'obra Natural System of Botany: or, a Systematic View of the Organisation, Natural Affinities, and Geographical Distribution, of the Whole Vegetable Kingdom; Together with the Uses of the Most Important Species in Medicine, the Arts, and Rural and Domestic Economy pel botànic anglès John Lindley (1799-1865).
 Abans, l'any 1789, el botànic francès Antoine-Laurent de Jussieu (1748 – 1836) va publicar el nom Leguminosae a la seva obra Genera Plantarum. Aquest nom no compleix les normes del Codi Internacional de Nomenclatura d'algues, fongs i plantes, tanmateix l'Associació Internacional de la Taxonomia Vegetal (IAPT) ha fet una excepció i permet el seu ús com a nom alternatiu al normatiu de Fabaceae.

### Subfamílies
Com d'altres famílies, les fabàcies han patit canvis a la seva classificació taxonòmica amb l'avenç de la filogènia molecular. Tradicionalment s'havien dividit en tres subfamílies, Mimosoideae, Caesalpinioideae i Faboideae, que abans havien estat considerades famílies independents, com per exemple en el sistema Cronquist (1981). Avui, al sistema APG IV vigent, se'n reconeixen sis subfamílies, Cercidoideae, Detarioideae, Duparquetioideae, Dialioideae, Caesalpinioideae i Faboideae.

### Gèneres
Dins d'aquesta família es reconeixen 781 gèneres:
- Abarema Pittier
- Abrus Adans.
- Acacia Mill.
- Acaciella Britton & Rose
- Acmispon Raf.
- Acosmium Schott
- Acrocarpus Wight ex Arn.
- Adenanthera L.
- Adenocarpus DC.
- Adenodolichos Harms
- Adenolobus (Harv. ex Benth.) Torre & Hillc.
- Adenopodia C.Presl
- Adesmia DC.
- Adinobotrys Dunn
- Aenictophyton A.T.Lee
- Aeschynomene L.
- Afgekia Craib
- Afroamphica H.Ohashi & K.Ohashi
- Afrocalliandra E.R.Souza & L.P.Queiroz
- Afzelia Sm.
- Aganope Miq.
- Airyantha Brummitt
- Akschindlium H.Ohashi
- Alantsilodendron Villiers
- Albizia Durazz.
- Aldina Endl.
- Alexa Moq.
- Alhagi Tourn. ex Gagnebin
- Alistilus N.E.Br.
- Almaleea Crisp & P.H.Weston
- Alysicarpus Desv.
- Amblygonocarpus Harms
- Amburana Schwacke & Taubert
- Amherstia Wall.
- Amicia Kunth
- Ammodendron Fisch. ex DC.
- Ammopiptanthus S.H.Cheng
- Amorpha L.
- Amphicarpaea Elliott ex Nutt.
- Amphimas Pierre ex Harms
- Amphiodon Huber
- Amphithalea Eckl. & Zeyh.
- Anadenanthera Speg.
- Anagyris L.
- Anarthrophyllum Benth.
- Ancistrotropis A.Delgado
- Andira Lam.
- Androcalymma Dwyer
- Angylocalyx Taub.
- Annea Mackinder & Wieringa
- Antheroporum Gagnep.
- Anthonotha P.Beauv.
- Anthyllis L.
- Antopetitia A.Rich.
- Aotus Sm.
- Aphanocalyx Oliv.
- Aphyllodium (DC.) Gagnep.
- Apios Fabr.
- Apoplanesia C.Presl
- Apuleia Mart.
- Apurimacia Harms
- Arachis L.
- Arapatiella Rizzini & A.Mattos
- Archidendron F.Muell.
- Archidendropsis I.C.Nielsen
- Arcoa Urb.
- Argyrocytisus (Maire) Raynaud
- Argyrolobium Eckl. & Zeyh.
- Arquita Gagnon, G.P.Lewis & C.E.Hughes
- Arthroclianthus Baill.
- Aspalathus L.
- Astragalus L.
- Ateleia (DC.) D.Dietr.
- Aubrevillea Pellegr.
- Augouardia Pellegr.
- Austrocallerya J.Compton & Schrire
- Austrodolichos Verdc.
- Austrosteenisia R.Geesink
- Baikiaea Benth.
- Balizia Barneby & J.W.Grimes
- Balsamocarpon Clos
- Baphia Afzel. ex G.Lodd.
- Baphiastrum Harms
- Baphiopsis Benth. ex Baker
- Baptisia Vent.
- Barbieria DC.
- Barklya F.Muell.
- Barnebydendron J.H.Kirkbr.
- Batesia Spruce ex Benth. & Hook.f.
- Baudouinia Baill.
- Bauhinia Plum. ex L.
- Behaimia Griseb.
- Berlinia Sol. ex Hook.f. & Benth.
- Betencourtia A.St.-Hil.
- Biancaea Tod.
- Bikinia Wieringa
- Bionia Mart. ex Benth.
- Biserrula L.
- Bituminaria Heist. ex Fabr.
- Blanchetiodendron Barneby & J.W.Grimes
- Bobgunnia J.H.Kirkbr. & Wiersema
- Bocoa Aubl.
- Bolusafra Kuntze
- Bolusanthus Harms
- Bolusia Benth.
- Bossiaea Vent.
- Bouffordia H.Ohashi & K.Ohashi
- Bowdichia Kunth
- Bowringia Champ. ex Benth.
- Brachycylix (Harms) R.S.Cowan
- Brachypterum (Wight & Arn.) Benth.
- Brachystegia Benth.
- Bracteolaria Hochst.
- Brandzeia Baill.
- Brenierea Humbert
- Brodriguesia R.S.Cowan
- Brongniartia Kunth
- Brownea Jacq.
- Browneopsis Huber
- Brya P.Browne
- Bryaspis P.A.Duvign.
- Burkea Benth.
- Burkilliodendron Sastry
- Bussea Harms
- Butea Roxb. ex Willd.
- Cadia Forssk.
- Caesalpinia Plum. ex L.
- Caetangil L.P.Queiroz
- Cajanus Adans.
- Calicotome Link
- Callerya Endl.
- Calliandra Benth.
- Calliandropsis H.M.Hern. & Guinet
- Callistachys Vent.
- Calobota Eckl. & Zeyh.
- Calophaca Fisch.
- Calopogonium Desv.
- Calpocalyx Harms
- Calpurnia E.Mey.
- Camoensia Welw. ex Benth.
- Campsiandra Benth.
- Camptosema Hook. & Arn.
- Campylotropis Bunge
- Canavalia DC.
- Candolleodendron R.S.Cowan
- Caragana Lam.
- Carmichaelia R.Br.
- Carrissoa Baker f.
- Cascaronia Griseb.
- Cassia L.
- Castanospermum A.Cunn. ex Mudie
- Cathormion (Benth.) Hassk.
- Cedrelinga Ducke
- Cenostigma Tul.
- Centrolobium Mart. ex Benth.
- Centrosema (DC.) Benth.
- Ceratonia L.
- Cercis L.
- Cerradicola L.P.Queiroz
- Chadsia Bojer
- Chamaecrista Moench
- Chamaecytisus Link
- Chapmannia Torr. & A.Gray
- Cheniella R.Clark & Mackinder
- Chesneya Lindl. ex Endl.
- Chidlowia Hoyle
- Chloroleucon (Benth.) Record
- Chorizema Labill.
- Christia Moench
- Cicer L.
- Cladrastis Raf.
- Clathrotropis (Benth.) Harms
- Cleobulia Mart. ex Benth.
- Clianthus Sol. ex Lindl.
- Clitoria L.
- Clitoriopsis R.Wilczek
- Cochlianthus Benth.
- Cochliasanthus Trew
- Codariocalyx Hassk.
- Cojoba Britton & Rose
- Collaea DC.
- Cologania Kunth
- Colophospermum J.Léonard
- Colutea L.
- Colvillea Bojer ex Hook.
- Condylostylis Piper
- Conzattia Rose
- Copaifera L.
- Cordeauxia Hemsl.
- Cordyla Lour.
- Corethrodendron Fisch. & Basiner
- Coronilla L.
- Coulteria Kunth
- Coursetia DC.
- Craibia Harms & Dunn
- Cranocarpus Benth.
- Craspedolobium Harms
- Cratylia Mart. ex Benth.
- Cristonia J.H.Ross
- Crotalaria L.
- Cruddasia Prain
- Crudia Schreb.
- Cryptosepalum Benth.
- Ctenodon Baill.
- Cullen Medik.
- Cyamopsis DC.
- Cyathostegia (Benth.) Schery
- Cyclocarpa Afzel. ex Urb.
- Cyclolobium Benth.
- Cyclopia Vent.
- Cylicodiscus Harms
- Cymbosema Benth.
- Cynometra L.
- Cytisophyllum O.Lang
- Cytisopsis Jaub. & Spach
- Cytisus Desf.
- Dahlstedtia Malme
- Dalbergia L.f.
- Dalbergiella Baker f.
- Dalea L.
- Dalhousiea Graham ex Benth.
- Daniellia Benn.
- Daprainia H.Ohashi & K.Ohashi
- Daviesia Sm.
- Decorsea R.Vig.
- Deguelia Aubl.
- Delonix Raf.
- Dendrolobium (Wight & Arn.) Benth.
- Denisophytum R.Vig.
- Dermatophyllum Scheele
- Derris Lour.
- Desmanthus Willd.
- Desmodiastrum (Prain) A.Pramanik & Thoth.
- Desmodiopsis (Schindl.) H.Ohashi & K.Ohashi
- Desmodium Desv.
- Detarium Juss.
- Dewevrea Micheli
- Dialium L.
- Dichilus DC.
- Dichrostachys (A.DC.) Wight & Arn.
- Dicorynia Benth.
- Dicraeopetalum Harms
- Dicymbe Spruce ex Benth. & Hook.f.
- Didelotia Baill.
- Dillwynia Sm.
- Dimorphandra Schott
- Dinizia Ducke
- Dioclea Kunth
- Diphyllarium Gagnep.
- Diphysa Jacq.
- Diplotropis Benth.
- Dipogon Liebm.
- Dipteryx Schreb.
- Diptychandra Tul.
- Discolobium Benth.
- Distemonanthus Benth.
- Disynstemon R.Vig.
- Dolichopsis Hassl.
- Dolichos L.
- Dorycnopsis Boiss.
- Droogmansia De Wild.
- Dumasia DC.
- Dunbaria Wight & Arn.
- Duparquetia Baill.
- Dussia Krug & Urb. ex Taub.
- Dysolobium (Benth.) Prain
- Ebenopsis Britton & Rose
- Ebenus L.
- Echinospartum (Spach) Fourr.
- Ecuadendron D.A.Neill
- Eleiotis DC.
- Elephantorrhiza Benth.
- Eligmocarpus Capuron
- Eminia Taub.
- Endertia Steenis & de Wit
- Endosamara R.Geesink
- Englerodendron Harms
- Entada Adans.
- Enterolobium Mart.
- Eperua Aubl.
- Eremosparton Fisch. & C.A.Mey.
- Erichsenia Hemsl.
- Erinacea Tourn. ex Adans.
- Eriosema (DC.) G.Don
- Erophaca Boiss.
- Errazurizia Phil.
- Erythrina L.
- Erythrophleum Afzel. ex G.Don
- Erythrostemon Klotzsch
- Euchilopsis F.Muell.
- Euchlora Eckl. & Zeyh.
- Euchresta Benn.
- Eurypetalum Harms
- Eutaxia R.Br.
- Eversmannia Bunge
- Exostyles Schott
- Eysenhardtia Kunth
- Ezoloba B.-E.van Wyk & Boatwr.
- Faidherbia A.Chev.
- Fairchildia Britton & Rose
- Falcataria (I.C.Nielsen) Barneby & J.W.Grimes
- Fiebrigiella Harms
- Fillaeopsis Harms
- Fissicalyx Benth.
- Flemingia Roxb. ex W.T.Aiton
- Fordia Hemsl.
- Gabonius Mackinder & Wieringa
- Gagnebina Neck. ex DC.
- Galactia P.Browne
- Galega Tourn. ex L.
- Gastrolobium R.Br.
- Geissaspis Wight & Arn.
- Gelrebia Gagnon & G.P.Lewis
- Genista L.
- Genistidium I.M.Johnst.
- Geoffroea Jacq.
- Gigasiphon Drake
- Gilbertiodendron J.Léonard
- Gilletiodendron Vermoesen
- Gleditsia L.
- Gliricidia Kunth
- Glycine Willd.
- Glycyrrhiza Tourn. ex L.
- Glycyrrhizopsis Boiss.
- Gompholobium Sm.
- Goniorrhachis Taub.
- Gonocytisus Spach
- Goodia Salisb.
- Grazielodendron H.C.Lima
- Greuteria Amirahm. & Kaz.Osaloo
- Griffonia Baill.
- Grona Lour.
- Gueldenstaedtia Fisch.
- Guianodendron Sch.Rodr. & A.M.G.Azevedo
- Guibourtia Benn.
- Guilandina L.
- Gymnocladus Lam.
- Haematoxylum L.
- Hammatolobium Fenzl
- Hanslia Schindl.
- Haplormosia Harms
- Harashuteria K.Ohashi & H.Ohashi
- Hardenbergia Benth.
- Hardwickia Roxb.
- Harleyodendron R.S.Cowan
- Harpalyce Moc. & Sessé ex DC.
- Havardia Small
- Haymondia A.N.Egan & B.Pan
- Hebestigma Urb.
- Hedysarum L.
- Hegnera Schindl.
- Helicotropis A.Delgado
- Hererolandia Gagnon & G.P.Lewis
- Herpyza Sauvalle
- Hesperalbizia Barneby & J.W.Grimes
- Hesperolaburnum Maire
- Hesperothamnus Brandegee
- Heteroflorum M.Sousa
- Heterostemon Desf.
- Hippocrepis L.
- Hoffmannseggia Cav.
- Hoita Rydb.
- Holocalyx Micheli
- Hosackia Douglas ex Benth.
- Hovea R.Br.
- Huangtcia H.Ohashi & K.Ohashi
- Hultholia Gagnon & G.P.Lewis
- Humboldtia Vahl
- Humularia P.A.Duvign.
- Hydrochorea Barneby & J.W.Grimes
- Hylodendron Taub.
- Hylodesmum H.Ohashi & R.R.Mill
- Hymenaea L.
- Hymenolobium Benth.
- Hymenostegia Harms
- Hypocalyptus Thunb.
- Ibatiria W.E.Cooper
- Icuria Wieringa
- Imbralyx R.Geesink
- Indigastrum Jaub. & Spach
- Indigofera L.
- Indopiptadenia Brenan
- Inga Mill.
- Inocarpus J.R.Forst. & G.Forst.
- Intsia Thouars
- Isoberlinia Craib & Stapf
- Isotropis Benth.
- Jacksonia R.Br. ex Sm.
- Jacqueshuberia Ducke
- Julbernardia Pellegr.
- Jupunba Britton & Rose
- Kalappia Kosterm.
- Kanaloa Lorence & K.R.Wood
- Kanburia J.Compton, Mattapha, Sirich. & Schrire
- Kartalinia Brullo, C.Brullo, Cambria, Acar, Salmeri & Giusso
- Kebirita Kramina & D.D.Sokoloff
- Kennedia Vent.
- Koompassia Maingay ex Benth.
- Kotschya Endl.
- Kummerowia Schindl.
- Kunstleria Prain
- Labichea Gaudich. ex DC.
- Lablab Adans.
- Laburnum Fabr.
- Lachesiodendron P.G.Ribeiro, L.P.Queiroz & Luckow
- Lackeya Fortunato, L.P.Queiroz & G.P.Lewis
- Ladeania A.N.Egan & Reveal
- Lamprolobium Benth.
- Lathyrus L.
- Latrobea Meisn.
- Lebeckia Thunb.
- Lebruniodendron J.Léonard
- Lecointea Ducke
- Lemurodendron Villiers & P.Guinet
- Lennea Klotzsch
- Leobordea Delile
- Leonardoxa Aubrév.
- Leptoderris Dunn
- Leptodesmia (Benth.) Benth. & Hook.f.
- Leptolobium Vogel
- Leptosema Benth.
- Leptospron (Benth. & Hook.f.) A.Delgado
- Lespedeza Michx.
- Lessertia DC.
- Leucaena Benth.
- Leucochloron Barneby & J.W.Grimes
- Leucomphalos Benth.
- Leucostegane Prain
- Libidibia Schltdl.
- Librevillea Hoyle
- Limadendron Meireles & A.M.G.Azevedo
- Liparia L.
- Listia E.Mey.
- Loesenera Harms
- Lonchocarpus Kunth
- Lophocarpinia Burkart
- Lotononis (DC.) Eckl. & Zeyh.
- Lotus L.
- Luetzelburgia Harms
- Lupinus L.
- Lysidice Hance
- Lysiloma Benth.
- Lysiphyllum (Benth.) de Wit
- Maackia Rupr.
- Machaerium Pers.
- Macrolobium Schreb.
- Macropsychanthus Harms
- Macroptilium (Benth.) Urb.
- Macrosamanea Britton & Rose
- Macrotyloma (Wight & Arn.) Verdc.
- Maekawaea H.Ohashi & K.Ohashi
- Mantiqueira L.P.Queiroz
- Maraniona C.E.Hughes, G.P.Lewis, Daza & Reynel
- Marina Liebm.
- Mariosousa Seigler & Ebinger
- Martiodendron Gleason
- Mastersia Benth.
- Mecopus Benn.
- Medicago L.
- Melanoxylum Schott
- Melilotus Mill.
- Melliniella Harms
- Melolobium Eckl. & Zeyh.
- Mendoravia Capuron
- Mezoneuron Desf.
- Michelsonia Hauman
- Micklethwaitia G.P.Lewis & Schrire
- Microberlinia A.Chev.
- Microcharis Benth.
- Microlobius C.Presl
- Mildbraediodendron Harms
- Millettia Wight & Arn.
- Mimosa L.
- Mimozyganthus Burkart
- Mirbelia Sm.
- Moldenhawera Schrad.
- Monarthrocarpus Merr.
- Monopteryx Spruce ex Benth.
- Montigena Heenan
- Mora R.H.Schomb. ex Benth.
- Moullava Adans.
- Mucuna Adans.
- Muellera L.f.
- Muelleranthus Hutch.
- Mundulea (DC.) Benth.
- Murtonia Craib
- Myrocarpus Allemão
- Myrospermum Jacq.
- Myroxylon L.f.
- Mysanthus G.P.Lewis & A.Delgado
- Nanhaia J.Compton & Schrire
- Nanogalactia L.P.Queiroz
- Neoapaloxylon Rauschert
- Neochevalierodendron J.Léonard
- Neocollettia Hemsl.
- Neoharmsia R.Vig.
- Neonotonia J.A.Lackey
- Neorautanenia Schinz
- Nephrodesmus Schindl.
- Neptunia Lour.
- Nesphostylis Verdc.
- Neustanthus Benth.
- Newtonia Baill.
- Nissolia Jacq.
- Nogra Merr.
- Normandiodendron J.Léonard
- Oberholzeria Swanepoel, M.M.le Roux, M.F.Wojc. & A.E.van Wyk
- Oddoniodendron De Wild.
- Ohashia X.Y.Zhu & R.P.Zhang
- Ohwia H.Ohashi
- Olneya A.Gray
- Onobrychis Mill.
- Ononis L.
- Ophrestia H.M.L.Forbes
- Orbexilum Raf.
- Ormocarpopsis R.Vig.
- Ormocarpum P.Beauv.
- Ormosia Jacks.
- Ornithopus L.
- Orphanodendron Barneby & J.W.Grimes
- Ostryocarpus Hook.f.
- Otoptera DC.
- Ototropis Nees
- Ougeinia Benth.
- Oxylobium Andrews
- Oxyrhynchus Brandegee
- Oxytes (Schindl.) H.Ohashi & K.Ohashi
- Oxytropis DC.
- Pachyelasma Harms
- Pachyrhizus Rich. ex DC.
- Padbruggea Miq.
- Painteria Britton & Rose
- Paloue Aubl.
- Panurea Spruce ex Benth. & Hook.f.
- Paracalyx Ali
- Paragoodia I.Thomps.
- Paramachaerium Ducke
- Paramacrolobium J.Léonard
- Parapiptadenia Brenan
- Pararchidendron I.C.Nielsen
- Parasenegalia Seigler & Ebinger
- Paraserianthes I.C.Nielsen
- Parkia R.Br.
- Parkinsonia Plum. ex L.
- Parochetus Buch.-Ham. ex D.Don
- Parryella Torr. & A.Gray
- Paubrasilia Gagnon, H.C.Lima & G.P.Lewis
- Pearsonia Dümmer
- Pediomelum Rydb.
- Pedleya H.Ohashi & K.Ohashi
- Peltogyne Vogel
- Peltophorum (Vogel) Benth.
- Pentaclethra Benth.
- Periandra Mart. ex Benth.
- Pericopsis Thwaites
- Petaladenium Ducke
- Petalostylis R.Br.
- Peteria A.Gray
- Petteria C.Presl
- Phanera Lour.
- Phaseolus L.
- Philenoptera Hochst. ex A.Rich.
- Phylacium Benn.
- Phyllodium Desv.
- Phyllolobium Fisch.
- Phyllota Benth.
- Phylloxylon Baill.
- Physostigma Balf.
- Pickeringia Nutt. ex Torr. & A.Gray
- Pictetia DC.
- Piliostigma Hochst.
- Piptadenia Benth.
- Piptadeniastrum Brenan
- Piptadeniopsis Burkart
- Piptanthus Sweet
- Piscidia L.
- Pithecellobium Mart.
- Pityrocarpa (Benth. & Hook.f.) Britton & Rose
- Plagiocarpus Benth.
- Plagiosiphon Harms
- Plathymenia Benth.
- Platycelyphium Harms
- Platycyamus Benth.
- Platylobium Sm.
- Platymiscium Vogel
- Platyosprion Maxim.
- Platypodium Vogel
- Platysepalum Welw. ex Baker
- Pleurolobus J.St.-Hil.
- Podalyria Willd.
- Podocytisus Boiss. & Heldr.
- Podolobium R.Br.
- Podolotus Royle ex Benth.
- Poecilanthe Benth.
- Poeppigia C.Presl
- Poiretia Vent.
- Poissonia Baill.
- Poitea Vent.
- Polhillia C.H.Stirt.
- Polhillides H.Ohashi & K.Ohashi
- Polystemonanthus Harms
- Pomaria Cav.
- Pongamia Adans.
- Pongamiopsis R.Vig.
- Prioria Griseb.
- Prosopidastrum Burkart
- Prosopis L.
- Pseudarthria Wight & Arn.
- Pseudeminia Verdc.
- Pseudoeriosema Hauman
- Pseudolotus Rech.f.
- Pseudopiptadenia Rauschert
- Pseudoprosopis Harms
- Pseudosamanea Harms
- Pseudosenegalia Seigler & Ebinger
- Pseudovigna (Harms) Verdc.
- Psophocarpus Neck. ex DC.
- Psoralea L.
- Psorothamnus Rydb.
- Pterocarpus Jacq.
- Pterodon Vogel
- Pterogyne Tul.
- Pterolobium R.Br. ex Wight & Arn.
- Ptycholobium Harms
- Ptychosema Benth.
- Pueraria DC.
- Puhuaea H.Ohashi & K.Ohashi
- Pullenia H.Ohashi & K.Ohashi
- Pultenaea Sm.
- Punjuba Britton & Rose
- Pycnospora R.Br. ex Wight & Arn.
- Pyranthus Du Puy & Labat
- Rafnia Thunb.
- Ramirezella Rose
- Ramorinoa Speg.
- Recordoxylon Ducke
- Requienia DC.
- Retama Raf.
- Rhodopis Urb.
- Rhynchosia Lour.
- Rhynchotropis Harms
- Riedeliella Harms
- Rivasgodaya Esteve
- Robinia L.
- Robynsiophyton R.Wilczek
- Rothia Pers.
- Rupertia J.W.Grimes
- Sakoanala R.Vig.
- Salweenia Baker f.
- Samanea (Benth.) Merr.
- Sanjappa E.R.Souza & Krishnaraj
- Saraca L.
- Sarcodum Lour.
- Schefflerodendron Harms
- Schizolobium Vogel
- Schleinitzia Warb.
- Schnella Raddi
- Schotia Jacq.
- Scorodophloeus Harms
- Scorpiurus L.
- Sellocharis Taub.
- Senegalia Raf.
- Senna Mill.
- Serawaia J.Compton & Schrire
- Serianthes Benth.
- Sesbania Adans.
- Shuteria Wight & Arn.
- Sigmoidala J.Compton & Schrire
- Sigmoidotropis (Piper) A.Delgado
- Sindora Miq.
- Sindoropsis J.Léonard
- Sinodolichos Verdc.
- Smirnowia Bunge
- Smithia Aiton
- Soemmeringia Mart.
- Sohmaea H.Ohashi & K.Ohashi
- Sophora L.
- Spartium L.
- Spathionema Taub.
- Spatholobus Hassk.
- Sphaerolobium Sm.
- Sphaerophysa DC.
- Sphenostylis E.Mey.
- Sphinctospermum Rose
- Sphinga Barneby & J.W.Grimes
- Spirotropis Tul.
- Stachyothyrsus Harms
- Staminodianthus D.B.O.S.Cardoso, H.C.Lima & L.P.Queiroz
- Stauracanthus Link
- Steinbachiella Harms
- Stemonocoleus Harms
- Stenodrepanum Harms
- Stirtonanthus B.-E.van Wyk & A.L.Schutte
- Stonesiella Crisp & P.H.Weston
- Storckiella Seem.
- Streblorrhiza Endl.
- Strongylodon Vogel
- Strophostyles Elliott
- Stryphnodendron Mart.
- Stuhlmannia Taub.
- Stylosanthes Sw.
- Styphnolobium Schott
- Sulla Medik.
- Sunhangia H.Ohashi & K.Ohashi
- Swainsona Salisb.
- Swartzia Schreb.
- Sweetia Spreng.
- Sylvichadsia Du Puy & Labat
- Sympetalandra Stapf
- Tabaroa L.P.Queiroz, G.P.Lewis & M.F.Wojc.
- Tachigali Aubl.
- Tadehagi H.Ohashi
- Talbotiella Baker f.
- Tamarindus Tourn. ex L.
- Tara Molina
- Taralea Aubl.
- Tateishia H.Ohashi & K.Ohashi
- Taverniera DC.
- Templetonia R.Br.
- Tephrosia Pers.
- Teramnus P.Browne
- Tessmannia Harms
- Tetraberlinia (Harms) Hauman
- Tetrapleura Benth.
- Tetrapterocarpon Humbert
- Teyleria Backer
- Thailentadopsis Kosterm.
- Thermopsis R.Br.
- Thinicola J.H.Ross
- Tibetia (Ali) H.P.Tsui
- Tipuana Benth.
- Tournaya A.Schmitz
- Toxicopueraria A.N.Egan & B.Pan
- Trifidacanthus Merr.
- Trifolium Tourn. ex L.
- Trigonella L.
- Tripodion Medik.
- Trischidium Tul.
- Tylosema (Schweinf.) Torre & Hillc.
- Uittienia Steenis
- Uleanthus Harms
- Ulex L.
- Umtiza Sim
- Uraria Desv.
- Urariopsis Schindl.
- Uribea Dugand & Romero
- Urodon Turcz.
- Vachellia Wight & Arn.
- Vandasina Rauschert
- Vatairea Aubl.
- Vataireopsis Ducke
- Vatovaea Chiov.
- Verdesmum H.Ohashi & K.Ohashi
- Vicia L.
- Vigna Savi
- Viguieranthus Villiers
- Viminaria Sm.
- Virgilia Lam.
- Vouacapoua Aubl.
- Vuralia Uysal & Ertuğrul
- Wajira Thulin
- Wallaceodendron Koord.
- Weberbauerella Ulbr.
- Whitfordiodendron Elmer
- Wiborgia Thunb.
- Wiborgiella Boatwr. & B.-E.van Wyk
- Wisteria Nutt.
- Wisteriopsis J.Compton & Schrire
- Xanthocercis Baill.
- Xerocladia Harv.
- Xiphotheca Eckl. & Zeyh.
- Xylia Benth.
- Zapoteca H.M.Hern.
- Zenia Chun
- Zenkerella Taub.
- Zollernia Wied-Neuw. & Nees
- Zornia J.F.Gmel.
- Zuccagnia Cav.
- Zygia P.Browne
- Zygocarpum Thulin & Lavin

### Híbrids
S'han descrit els següents híbrids:
- + Laburnocytisus Trel. Cytisus + Laburnum[12]

### Sinònims
Els següents noms són sinònims heterotípics de Fabaceae:
- Leguminosae Juss.
- subfam. Papilionoideae DC.
- subfam. Caesalpinioideae DC.
- subfam. Mimosoideae DC.
- Mimosaceae R.Br.